# L'Agnese va a morire
L'Agnese va a morire, estrenada internacionalment com And Agnes Chose to Die, és una pel·lícula dramàtica italiana del 1976 dirigida per Giuliano Montaldo. Està basada en la novel·la del mateix nom de Renata Viganò que va guanyar el Premi Viareggio l'any 1949.

## Argument
Agnese és una dona de mitjana edat de Comacchio que viu amb el seu marit Palita, membre de la Resistència italiana.
Un dia el seu marit és deportat a un camp de concentració, on morirà; a causa de la seva pèrdua vol ajudar els seus companys portant menjar, informació, armes i notícies d'un país a un altre.
Per tant, es converteix en un relleu partisà: la seva vida continua així durant sis mesos, però un dia un soldat alemany mata el seu gat negre per diversió i aquella mateixa nit Agnese el colpeja trencant-li el cap amb la culata d'una metralladora i deixant-lo per mort.
Agnese ha d'escapar i, en conseqüència, passar a formar part de la vida clandestina de la Resistència, convertint-se en "mare Agnese": prepara els àpats per als partidaris, verifica que hi hagi provisions per a tothom, fa les tasques de la llar, per no deixar-se notar pels alemanys. Quan, en el darrer hivern dur, un grup de partisans són traïts i exterminats pels alemanys estacionats al llarg de la ruta que els hauria de portar més enllà de les línies, Agnese desobeeix al seu comandant amagant els supervivents a la casa.
Els partidaris no són ben vists per la gent i subestimats fins i tot pels Aliats i, després de la derrota de la batalla partisanaa, Agnese torna a operar com a missatgera però, durant una ronda, és reconeguda per l'oficial del soldat que ella pensava que havia matat i que en canvi només havia ferit i la mata ell.

## Repartiment
- Ingrid Thulin: Agnese
- Stefano Satta Flores: el comandant
- Michele Placido: Tom
- Aurore Clément: Rina
- Ninetto Davoli: La disperata
- William Berger: Clinto
- Flavio Bucci: il pugliese
- Rosalino Cellamare: Zero
- Alfredo Pea: Tonitti
- Roger Worrod: Oficial britànic
- Gino Santercole: Piròn
- Eleonora Giorgi: Vandina
- Johnny Dorelli: Walter
- Massimo Girotti: Palita
- Dina Sassoli: Minghina
- Gabriella Giorgelli: Lorenza
- Ornella Muti